# Сафрастян, Арам Хачатурович
Ара́м Хачату́рович Сафрастя́н (арм. Արամ Խաչատուրի Սաֆրաստյան; 14 июля 1888, Ван, Западная Армения, Османская империя — 12 июня 1966, Ереван, Армянская ССР, СССР) — армянский востоковед-тюрколог.

## Биография
Родился в семье служащего. Окончив айгестанскую среднюю школу, работал учителем в ряде школ (в Ване, Старом Баязете, монастыре Ахтамар). В 1911 году переехал в Стамбул, где поступил на факультет гуманитарных наук Стамбульского университета. По окончании университета в 1916 года преподавал в Галатасарайском лицее (Стамбул), одновременно вёл журналистскую и общественную работу.
В 1919 году бежал из Турции в Армению, с 1920 года жил в Тбилиси. Работал журналистом в изданиях на азербайджанском языке, выходивших на вновь введённом латинском алфавите. С 1924 года на преподавательской работе в Закавказском коммунистическом университете, Тбилисском государственном университете, одновременно в 1933—1936 годах — научный сотрудник Института востоковедения Ассоциации кавказоведения. В 1937—1939 году, во время Большого террора, был арестован.
В 1939—1947 годах преподавал в Тбилисском институте инженеров железнодорожного транспорта, одновременно являлся лектором Тбилисского педагогического института. В 1946 году защитил в Тбилисском государственном университете диссертацию на степень кандидата исторических наук (утверждён в степени в 1948 году). В 1947—1949 годах работал в Ленинаканском и Ереванском педагогических институтах. В 1955—1958 годах научный сотрудник Института истории Академии наук Армянской ССР, с 1958 года и до конца жизни — Института востоковедения Академии наук Армянской ССР. В 1964 году утверждён в звании старшего научного сотрудника.
Автор около 30 публикаций. Основное направление научной деятельности — перевод и публикация турецких источников по истории Армении и Закавказья (летописи, законодательные акты, сочинения путешественников).

## Семья
Сын — Рубен Сафрастян (род. 5 октября 1955) — тюрколог, доктор исторических наук, академик НАН, директор Института востоковедения НАН РА (2006—2020).